# Улица Медниковых
Улица Медниковых — улица в историческом центре Торжка, на территории бывшего Новоторжского кремля. Проходит на юг от улицы Торговые Ряды, пересекает ручей Здоровец и автодорогу, ведущую на мост через Тверцу, завершается тупиком. Частично сохраняет историческую застройку XVIII—XIX вв.

## История
В начале XIX века улица называлась Преображенской, в конце XIX — начале XX века — Соборной. Оба названия даны по главному собору города, Спасо-Преображенскому, первое здание которого известно ещё с 1364 года, а сохранившееся здание возведено в 1812—1822 гг. В 1913 году часть улицы перед собором называлась Соборной площадью. В 1919 году улица была переименована в Новгородскую, по центру Новгородской земли, к которой некогда относился Торжок. В 1967 году улица была переименована в честь семьи Медниковых, деятелей ранних лет Советской власти. Николай Медников был членом ревкома, его брат Василий участвовал в организации комсомола в городе, сёстры Екатерина и Александра — одна из первых комсомолок и пионервожатых в городе соответственно.

## Примечательные здания и сооружения
По нечётной стороне
- № 1 — жилой дом, кон. XVIII — нач. XIX вв., объект культурного наследия регионального значения.
- № 5 — Спасо-Преображенский собор (Торжок), 1821—1823 гг., архитектор К. И. Росси (?), объект культурного наследия федерального значения.
- № 5а — церковь Входа Господня в Иерусалим, 1842 г., архитектор И. Ф. Львов, объект культурного наследия федерального значения.

По чётной стороне
- № 4 — жилой дом, кон. XVIII — нач. XIX вв., объект культурного наследия регионального значения.